# Heinrich Krone
Heinrich Krone (Hessisch Oldendorf, 1 de diciembre de 1895-Bonn, 15 de agosto de 1989) fue un político alemán de la Unión Demócrata Cristiana (CDU).
Poco después de comenzar sus estudios de Teología en 1914, Krone fue reclutado para servir en la Primera Guerra Mundial. Después de la guerra, Krone continuó sus estudios y se unió al Partido de Centro en 1923. Ocupó una variedad de cargos dentro del partido antes de ser elegido para el Reichstag en 1925. Permaneció en el Reichstag hasta 1933. Inmediatamente después de la caída del Tercer Reich, Krone desempeñó un papel integral en el establecimiento del nuevo partido Unión Demócrata Cristiana (CDU) en Berlín. En 1949 sirvió en el primer Bundestag de Alemania Occidental de la posguerra. De 1955 a 1961 se desempeñó como presidente del grupo parlamentario de la CDU en el Bundestag y fue un colega de confianza del canciller Konrad Adenauer. Permaneció en el Bundestag hasta 1969, sirviendo varias veces como ministro bajo los cancilleres Konrad Adenauer y Ludwig Erhard.